# Mon gosse
Pour le film italien, voir Mon gosse (film, 1958).
Pour plus de détails, voir Fiche technique et Distribution.
Mon gosse (Peck's Bad Boy) est un film américain en noir et blanc réalisé par Edward F. Cline, sorti en 1934.
Conçu pour la jeune star Jackie Cooper, enfant acteur alors au faîte de la gloire, le film est la quatrième adaptation au cinéma des nouvelles pour la jeunesse écrites par George Wilbur Peck (1840–1916). Une cinquième adaptation sortira en 1938 (Peck's Bad Boy with the Circus, avec Tommy Kelly).

## Synopsis
Le jeune Bill Peck adore son père et fait de son mieux pour être bon. L'arrivée de son cousin Horace bouleverse ses plans. Le comportement intrigant et méchant d'Horace va apporter des ennuis à Bill.

## Fiche technique
- Titre français : Mon gosse
- Titre original : Peck's Bad Boy
- Réalisation : Edward F. Cline
- Scénario : Marguerite Roberts, Bernard Schubert, d'après le roman Peck's Bad Boy and His Pa de George W. Peck (1883)
- Photographie : Frank B. Good
- Montage : W. Donn Hayes
- Musique : Hugo Riesenfeld
- Direction artistique : Harry Oliver
- Costume : Sam Benson
- Société de production : Sol Lesser Productions
- Société de distribution : Fox Film Corporation
- Pays de production :  États-Unis
- Langue : anglais
- Format : noir et blanc — pellicule : 35 mm — 1,37:1 — son : Mono (RCA Victor System)
- Genre : drame familial
- Durée : 70 min
- Dates de sortie : 
  - États-Unis : 31 août 1934 (première)
  - États-Unis : 19 octobre 1934
  - France : 19 juillet 1935

## Distribution
- Jackie Cooper : Bill Peck
- Thomas Meighan : Henry Peck
- Jackie Searl : Horace Clay
- Dorothy Peterson : tante Lily Clay
- O.P. Heggie : Duffy
- Charles E. Evans : Minister
- Gertrude Howard : Martha
- Larry Wheat : le maître de cérémonie
- Harvey Clark : un spectateur